# Бабенко, Иван Фёдорович
Ива́н Фёдорович Бабе́нко (род. 20 января 1956) — советский легкоатлет, специалист по бегу на короткие дистанции. Выступал на всесоюзном уровне в конце 1970-х — начале 1980-х годов, победитель Спартакиады народов СССР, четырёхкратный чемпион СССР, призёр первенств всесоюзного и всероссийского значения, бывший рекордсмен страны в эстафете 4 × 200 метров. Представлял Ростов-на-Дону и Вооружённые силы. Тренер по лёгкой атлетике.

## Биография
Иван Бабенко родился 20 января 1956 года. Занимался лёгкой атлетикой в Ростове-на-Дону, выступал за Вооружённые силы.
Первого серьёзного успеха на всесоюзном уровне добился в сезоне 1979 года, когда на чемпионате страны в рамках VII летней Спартакиады народов СССР в Москве совместно с Михаилом Кравцовым, Александром Стасевичем и Сергеем Владимирцевым одержал победу в эстафете 4 × 200 метров, установив при этом новый рекорд СССР — 1.22,5, но в общем зачёте Спартакиады проиграл команде США.
В 1980 году на чемпионате СССР в Донецке выиграл бронзовую медаль в индивидуальном беге на 200 метров и с командой РСФСР победил в эстафете 4 × 200 метров. Позднее в 200-метровой дисциплине превзошёл всех соперников на всесоюзных соревнованиях в Симферополе.
В 1981 году выиграл всесоюзный старт в Киеве, тогда как на чемпионате СССР в Москве завоевал золото в беге на 200 метров и получил серебро в эстафете 4 × 100 метров.
В 1982 году победил в эстафете 4 × 400 метров на чемпионате СССР в Киеве, был лучшим на соревнованиях в Краснодаре и Ростове-на-Дону.
В 1983 году отметился победой в 200-метровом беге на зимнем чемпионате СССР в Москве, установив свой личный рекорд в помещении — 21,39. На чемпионате страны в рамках VIII летней Спартакиады народов СССР в Москве установил личный рекорд на открытом стадионе (20,81) и одержал победу в программе эстафеты 4 × 100 метров.
Впоследствии работал тренером в Ростове-на-Дону, в частности подготовил своего сына Егора Бабенко, мастера спорта по лёгкой атлетике.